# رولاند گرانسارت
رولاند گرانسارت (انگلیسی: Roland Gransart؛ زادهٔ ۱ ژانویهٔ ۱۹۵۴) بازیکن فوتبال اهل فرانسه است.
از باشگاه‌هایی که در آن بازی کرده‌است می‌توان به باشگاه فوتبال المپیک مارسی اشاره کرد.